# Primera batalla de Cantón
En la primera batalla de Cantón, que ocurrió  el 18 de marzo de 1841 durante la primera guerra del Opio, la Fuerza Expedicionaria Británica capturó las Trece Factorías de Cantón, que habían servido como puerto de exportación para los comerciantes europeos hasta que se interrumpieron las relaciones comerciales. Gracias a la batalla y a las demostraciones anteriores que el Imperio británico hizo de su poder militar, los británicos pudieron persuadir a los comandantes locales de Qing para que reanudaran el Comercio de Cantón.

## Preludio
Desde el estallido de la primera guerra del Opio, la Fuerza Expedicionaria Británica bajo el mando del General Plenipotenciario Charles Elliot había logrado varias victorias sobre las fuerzas de defensa navales y costeras chinas frente a la estratégicamente importante ciudad comercial de Cantón. Esas victorias causaron el colapso de las defensas costeras chinas y permitieron así a los británicos acercarse al centro comercial de Cantón desde el mar. El comandante chino Qishan, que había intentado sin éxito evitar más avances británicos a través de acciones diplomáticas después de la segunda batalla de Chuenpee haciendo para ello concesiones respecto a la Convención de Chuenpee, fue arrestado el 13 de marzo. La defensa posterior de la ciudad quedó desde entonces a cargo de los generales Yishan y Yang Fang, a quienes el emperador encargó destruir las tropas de los bárbaros (Yi). En ese momento, Yishan todavía estaba de camino a llegar a Guangdong. Yang Fang en cambio había estado presente en la ciudad desde febrero. Sin embargo, los contemporáneos chinos notaron que Yang Fang no hizo ningún esfuerzo ni plan para hacer una corresponciente contraofensiva.

## La batalla
El 18 de marzo de 1841, una unidad naval británica avanzó hacia las Trece Factorías y pudo tomar posesión de ellas ese mismo día a pesar de la resistencia del ejército Qing. En el momento de la batalla, el 90 % de los residentes abandonó la ciudad actuando contrariamente a las órdenes del ejército Qing.

## Consecuencias
Después de la captura del distrito comercial abandonado por los europeos, Elliot se dirigió a Yang Fang y le exigió que se permitiera nuevamente el comercio en Cantón. Le dijo también que si no lo hacía las tropas británicas no abandonarían la ciudad. Actuando contrariamente a las órdenes del emperador Daoguang, Yang Fang permitió entonces nuevamente el comercio a partir del 21 de marzo de 1841.
En sus informes al emperador, Yang Fang describió falsamente los acontecimientos como un éxito militar y político. Como consecuencia le despojaron de sus títulos después de la batalla, pero se le permitió permanecer en Cantón en libertad condicional. Daoguang esperaba que Yishan, a quien se le asignaron 17.000 soldados, expulsara a los británicos de Guangdong a su llegada.